# 向塘镇
向塘镇是中华人民共和国江西省南昌市南昌县下辖的一个镇。向塘镇位于江西省南昌市南昌县南部，向塘站是京九铁路和沪昆铁路的交汇点，是华东重要的交通枢纽。2017年，全镇完成财政总收入2.8亿元

## 地理
向塘镇位于赣江与抚河的冲积平原赣抚平原上，地势平坦，水系发达，在地质构造上，除南部黄马乡白虎岭、三江镇北岗、广福镇潭岗等地，两大断裂之间有些小褶皱、小断层即向斜、背斜相见的小构造构成的低残丘以红沙岩为主，局部少量石英岩外，其他地区均为赣抚平原，成土母质为第四纪红色粘土。
镇内主要为抚河水系，抚河干流为向塘镇与进贤县的交界线，发源于丰城玉华山的清风山溪与抚河故道汇于向塘棠墅港河，棠墅港河由南向北流绕向塘城区而过，最后排入鄱阳湖，根据南昌县水利局提供的资料，棠墅港（向塘）最高水位为22.63m（黄海高程，1982年洪水分洪记录）相对流量1100m3/s，最低水位16.87m，枯水期何河宽30-40m，水深1.5m左右，流速0.45m/s，水力坡降1‰。赣抚平原西总干渠引自抚河故道，穿城而过，是该地区各类用水的主要水源，渠水最大设计流量50.6m3/s，最小流量2-3m3/s，最高水位23.13m（黄海高程），最低水位20.13m，在每隔3-5年的冬季，干渠分段检修，需放空停水2个月以上，此时，抚河至总渠水全部由岗前坝排入棠墅港。连溪河由向塘镇城西穿过，连溪河枯水季节经常断流，向塘镇辖区内还有赣抚平原二干渠、友谊渠等自然、人工河（渠）

## 简介
向塘镇隶属于中华人民共和国江西省南昌市南昌县，是江西省最大的建制镇，1999年4月经江西省人民政府批准成立向塘省级开发区，京九铁路、沪昆铁路、向乐铁路数条铁路交汇于此，有向塘站、向塘西站两个火车站，向塘西站目前是中国铁路12个路网性编组站之一，是中国重要的铁路枢纽。向塘是南昌市重点打造的三个次中心城市之一。
南昌市重点打造的两个物流基地之一-向塘铁路公路枢纽型物流基地坐落于此。

## 气候
向塘镇为亚热带季风季候，春季湿润多雨，春夏之交常常出现暴雨天气，夏季受副热带高压控制，高温少雨，易出现伏旱，秋季干燥少雨，冬季常有寒潮大风低温雨雪天气，年平均气温18.0℃，年均降水量1567.0mm
南昌县1981-2010年气候平均数据
| 要素          | 1月  | 2月   | 3月   | 4月   | 5月   | 6月   | 7月   | 8月   | 9月  | 10月 | 11月 | 12月 | 全年   |
| ------------- | ---- | ----- | ----- | ----- | ----- | ----- | ----- | ----- | ---- | ---- | ---- | ---- | ------ |
| 平均气温（℃） | 5.5  | 7.8   | 11.7  | 17.8  | 23.1  | 26    | 29.7  | 29.0  | 25.1 | 19.7 | 13.5 | 7.4  | 18.0   |
| 降水量（mm）  | 62.9 | 103.5 | 165.9 | 230.1 | 218.3 | 280.6 | 124.6 | 130.7 | 70.5 | 59.0 | 81.4 | 39.5 | 1567.0 |
| 相对湿度（%） | 77   | 79    | 80    | 80    | 78    | 82    | 75    | 77    | 75   | 75   | 75   | 75   | 77     |

## 历史沿革
1958年设向塘超英公社（辖现向塘、冈上两镇和莲塘镇的部分区域），1961年改向塘区，1968年成立向塘公社，1984年建镇。

## 行政区划
向塘镇下辖以下地区：
正街社区、东风路社区、通站路社区、解放路社区、民主街西路社区、民主街东路社区、团结街社区、铁路新村社区、新街社区、蔬菜社区、向北社区、棠墅村、黄山村、河头村、黄堂村、梁西村、璜溪村、西洛村、浃溪村、新村、辜坊村、高田村、剑霞村、合火乞村、丁坊村、向塘村、南店村、荆山村、沙潭村和山背村。

## 交通
向塘镇内的铁路车站包括向塘站和向塘西站。京九、沪昆两条铁路干线在此交汇。南昌向塘機場于1999年前为南昌市的军民合用机场，此后南昌的民航机场转往位于新建县的南昌昌北国际机场。320、316、105三条国道和G60沪昆高速公路穿镇而过